# Bateria de lítio-ar
Bateria de lítio-ar é uma bateria no qual o ânodo é constituído do metal lítio e o cátodo é o oxigênio do ar atmosférico, possuindo uma densidade energética de até 12 000Wh/kg que é comparável a combustíveis fósseis. Todavia, devido à baixa vazão do oxigênio, corrosão metálica, temperatura (1°A) de operação e potência limitada, ainda não está disponível comercialmente.